# Naučná stezka manželů Scheybalových
Naučná stezka Jany a Josefa V. Scheybalových je označení naučné stezky, která je budována se záměrem propojit města Jablonec nad Nisou a Turnov. Stezka je pojmenována po  Josefu V. Scheybalovi a jeho ženě Janě Scheybalové, rozené Cermanové, historicích umění a etnografech, kteří působili v severních Čechách.
První část stezky o délce dvanáct kilometrů začíná v Domě Jany a Josefa V. Scheybalových v Jablonci nad Nisou, pokračuje přes Rychnov u Jablonce nad Nisou a končí v obci Pulečný. Stezka byla slavnostně otevřena 19. června 2011. Druhá část naučné stezky, která byla otevřena 18. května 2013, měří osm kilometrů. Začíná na Kopanině a pokračuje přes Frýdštejn, Voděrady a Ondříkovice údolím Vazoveckého potoka do Dolánek u Turnova.
Stezku je možné absolvovat jako pěší turista nebo cykloturista. Přístupná je zájemcům všech věkových kategorií, rodinám s dětmi i seniorům.

## První část stezky (zastavení s informačními panely)

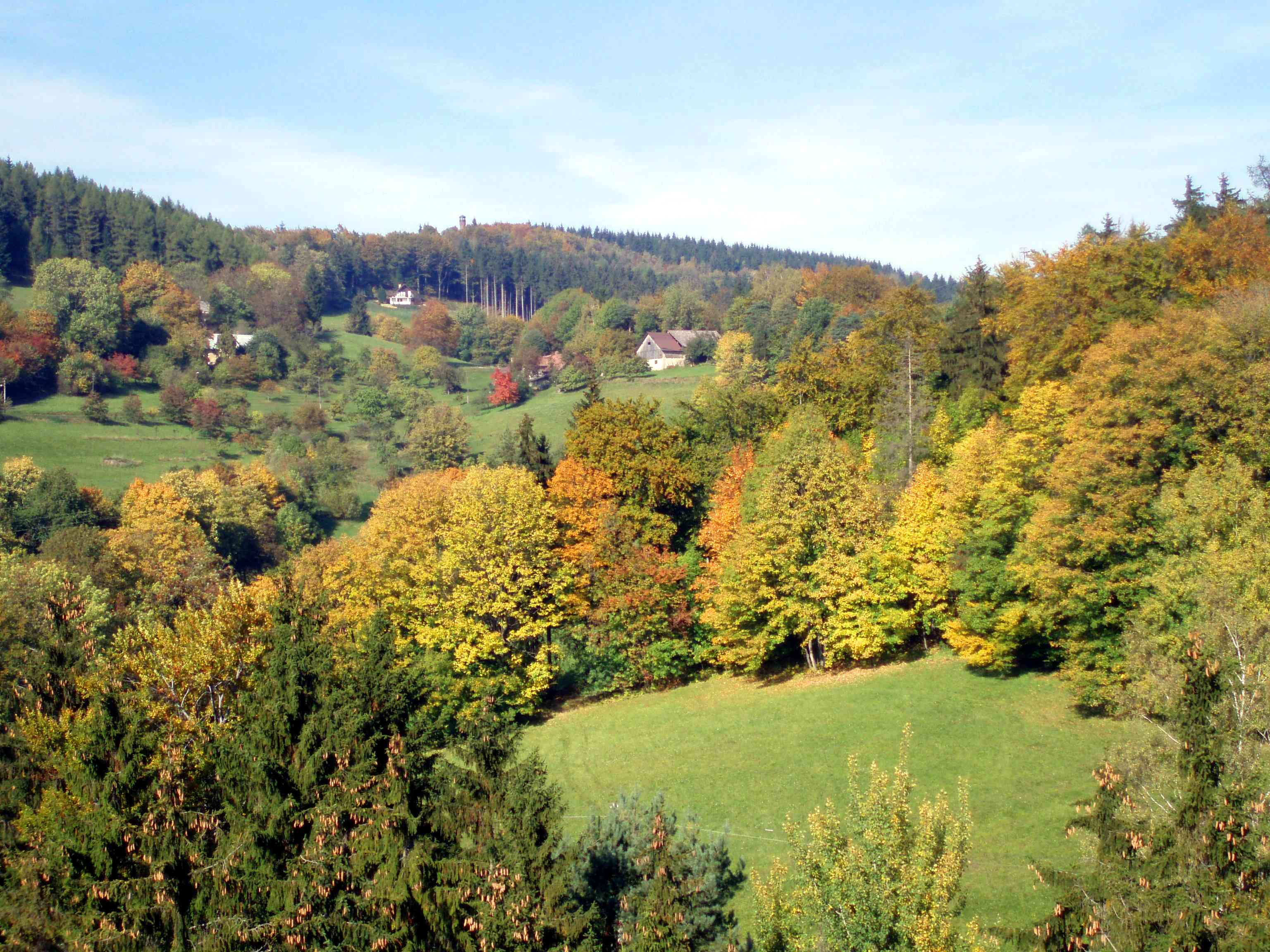
Trasa stezky od Frýdštejna k zastavení Na Vejpřeži a k rozhledně Kopanina

1. Dobrá Voda
2. Dolní Dobrá Voda
3. Anděl Strážce
4. Kostel sv. Václava a starý hřbitov v Rychnově u Jablonce nad Nisou
5. Socha sv. Jana Nepomuckého v Rychnově u Jablonce nad Nisou
6. Městské muzeum v Rychnově u Jablonce nad Nisou
7. Bývalá Schöfellova manufaktura
8. Klingerův kříž
9. Hofrichterův kříž
10. Rozcestí na Pelíkovicích, a) U čtrnácti svatých pomocníků, b) Svatý kříž
11. Pamětní kámen manželů Scheybalových
12. Pamětní deska Richarda Felgenhauera
13. Rozhledna Kopanina
14. Socha sv. Anny
15. Pulečný

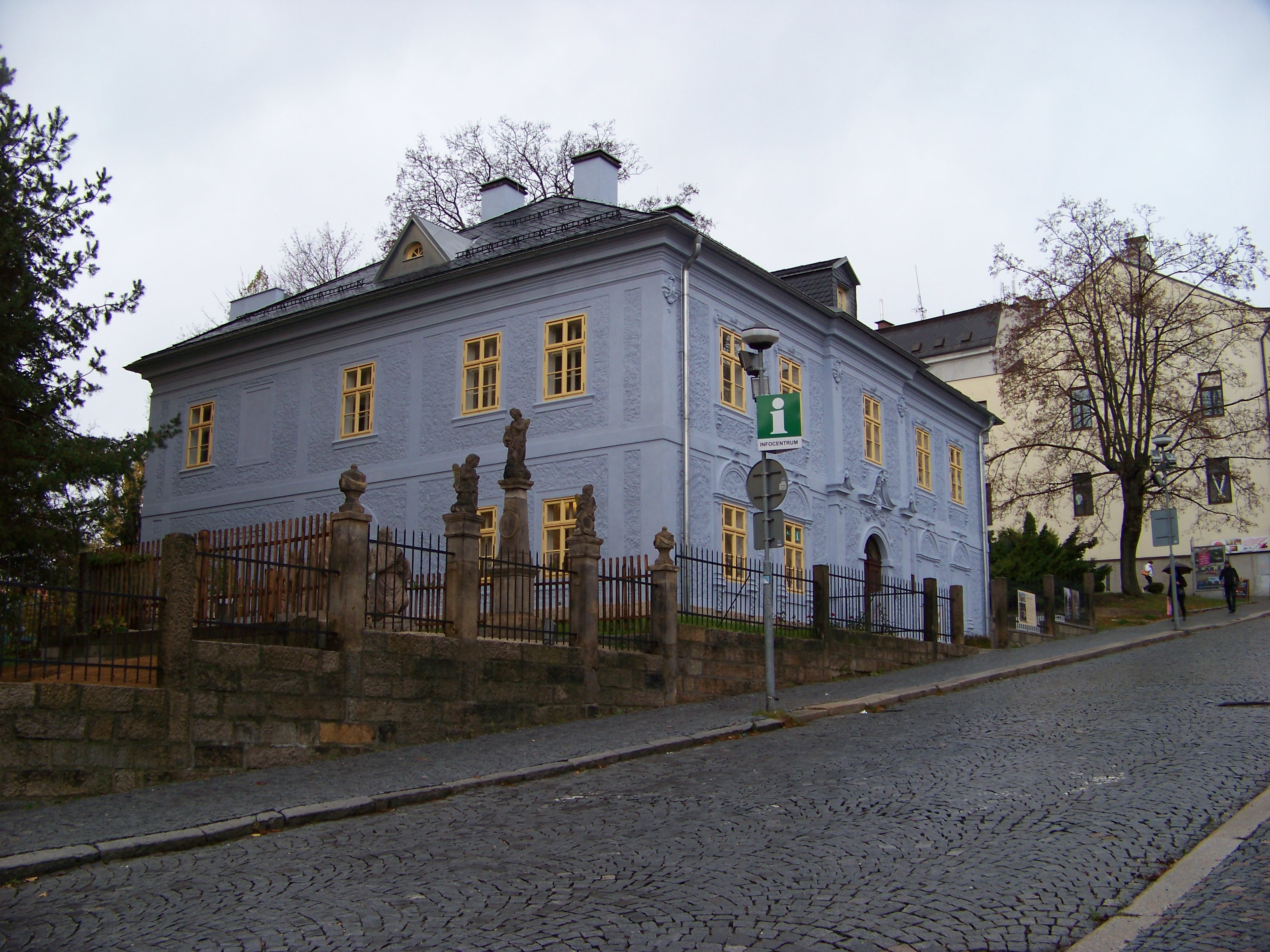
Dům Jany a Josefa V. Scheybalových, (Stará fara),Jablonec nad Nisou
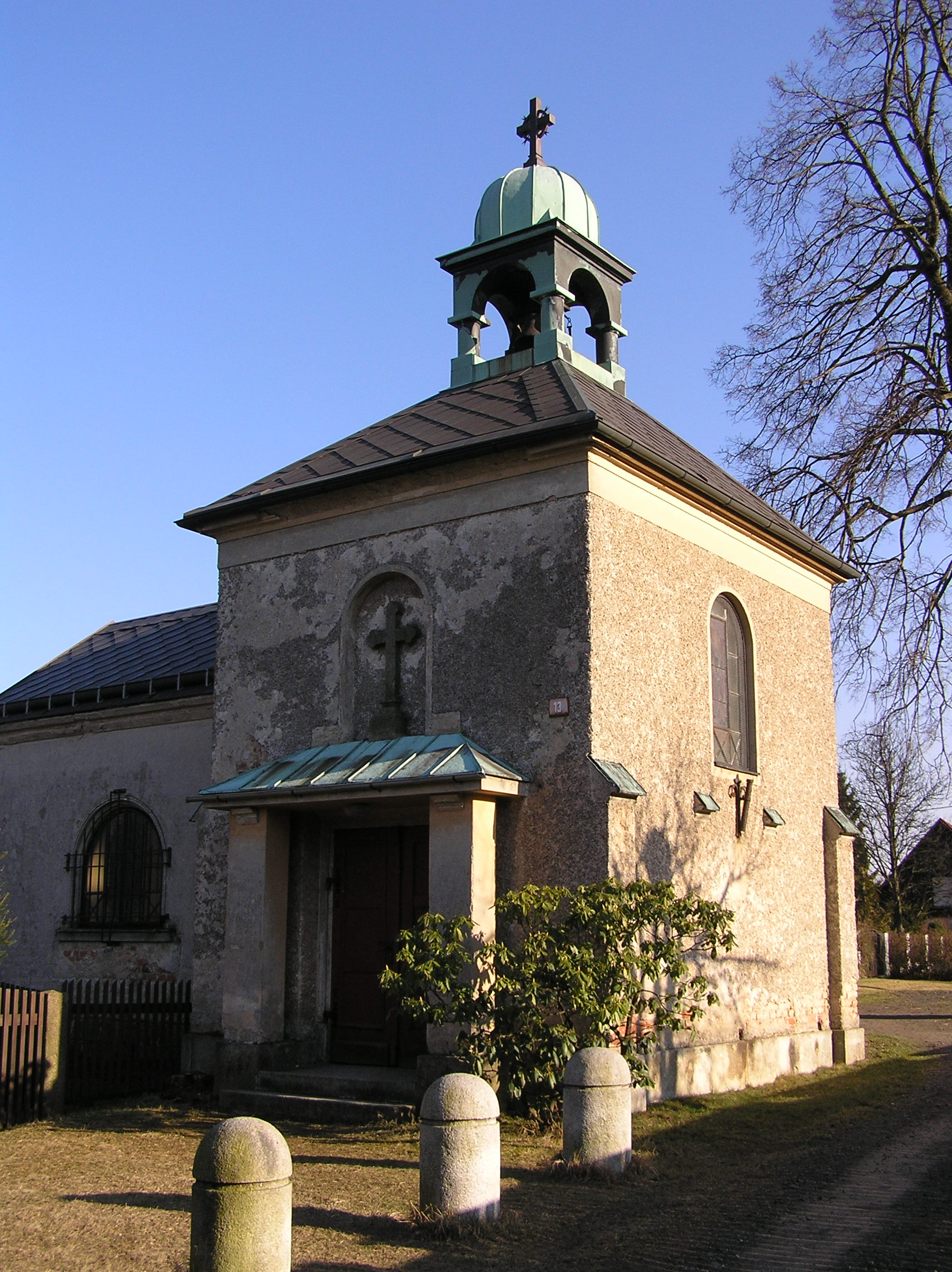
Kaple v Dobré Vodě
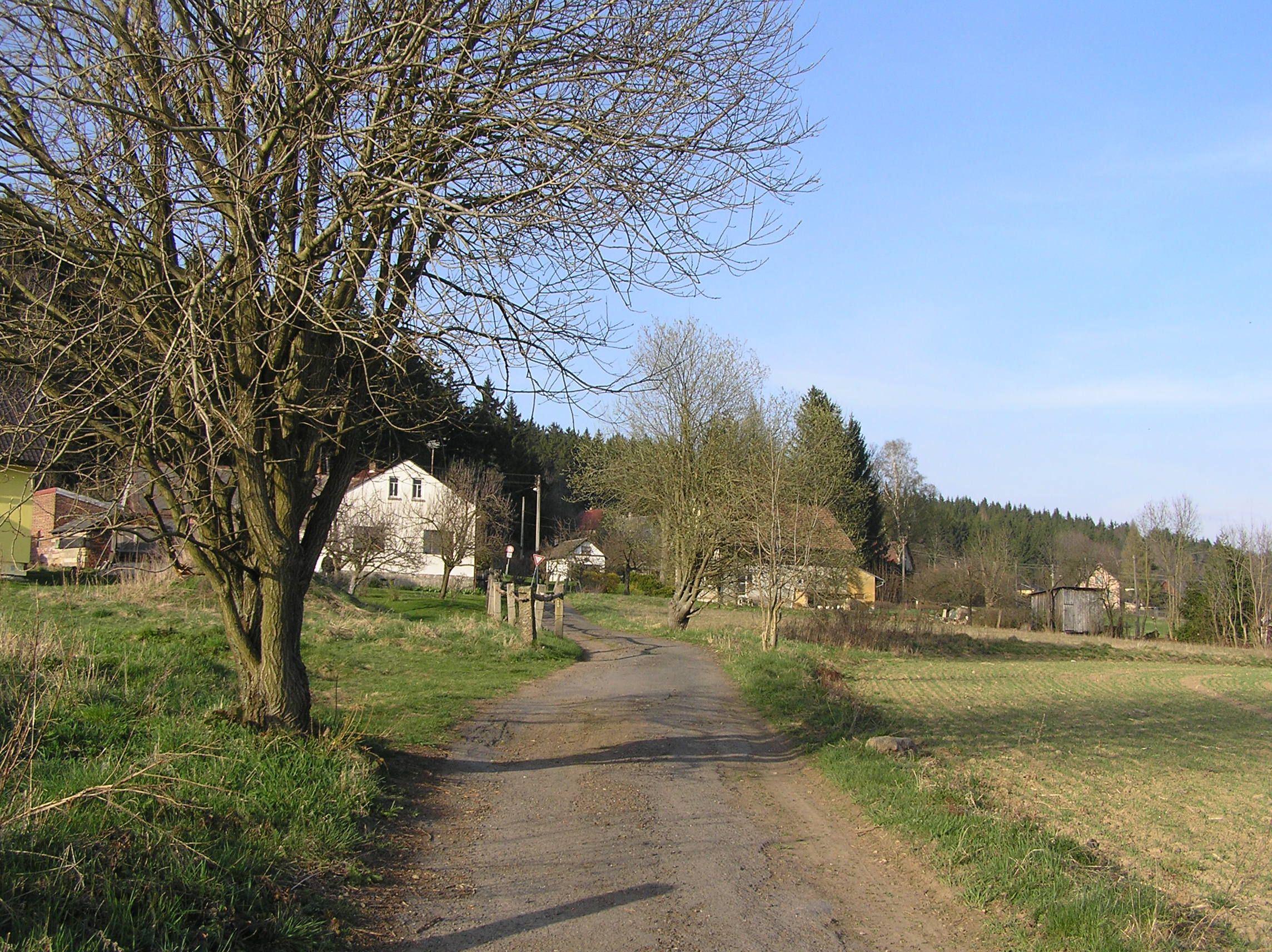
Dolní Dobrá Voda
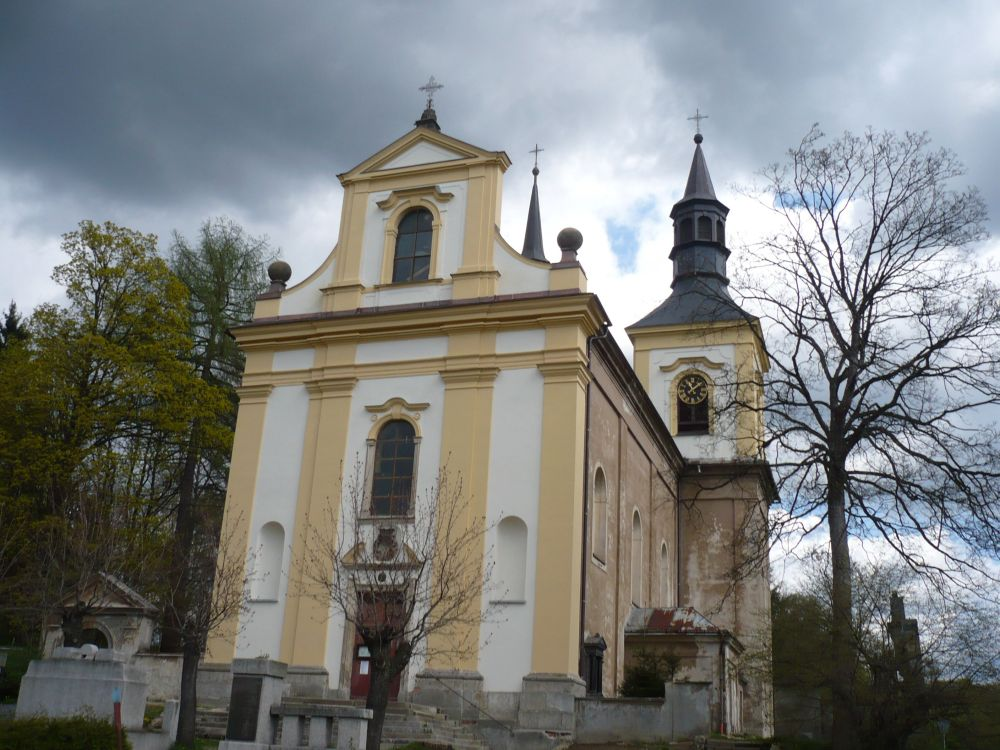
Kostel svatého Václava v Rychnově
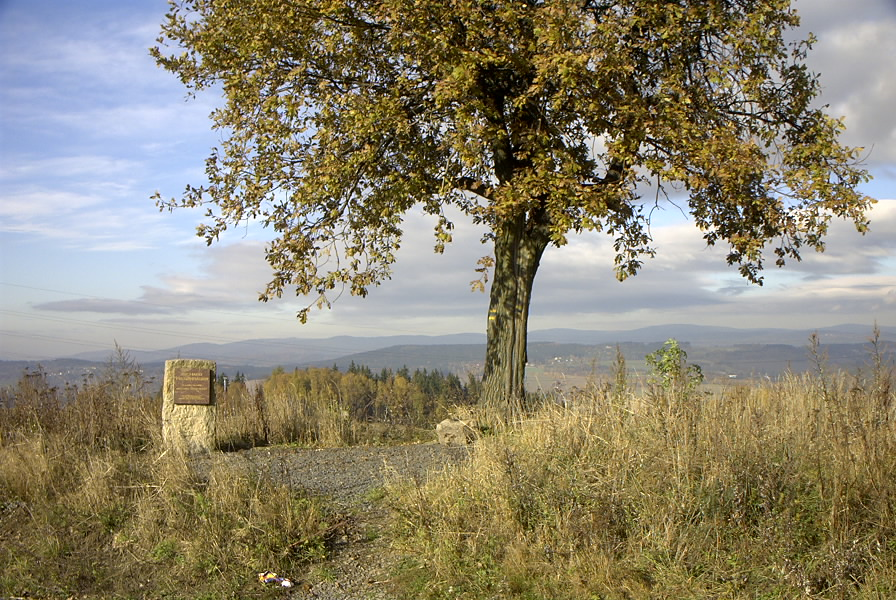
Pamětní deska Richarda Felgenhauera
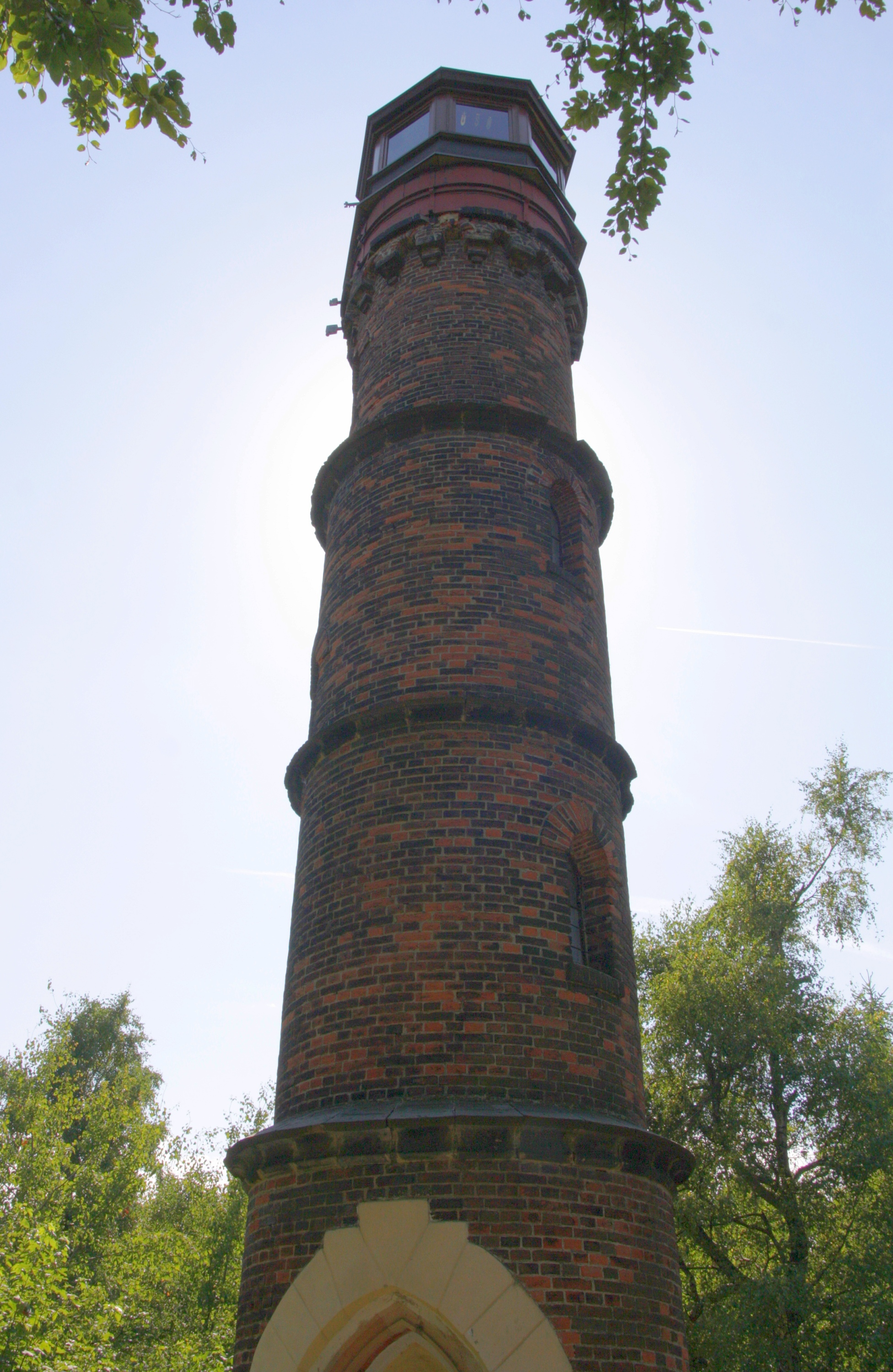
Rozhledna Kopanina

## Druhá část stezky (zastavení s informačními panely)
1. Kopanina
2. Na Vejpřeži
3. Hrad Frýdštejn
4. U kapličky (Frýdštejn), a) Bývalá kovárna (Frýdštejn)
5. Na Chocholce
6. Mužákův statek
7. Ondříkovice
8. Bartošova pec
9. Vazovecké údolí
10. Dolánky u Turnova

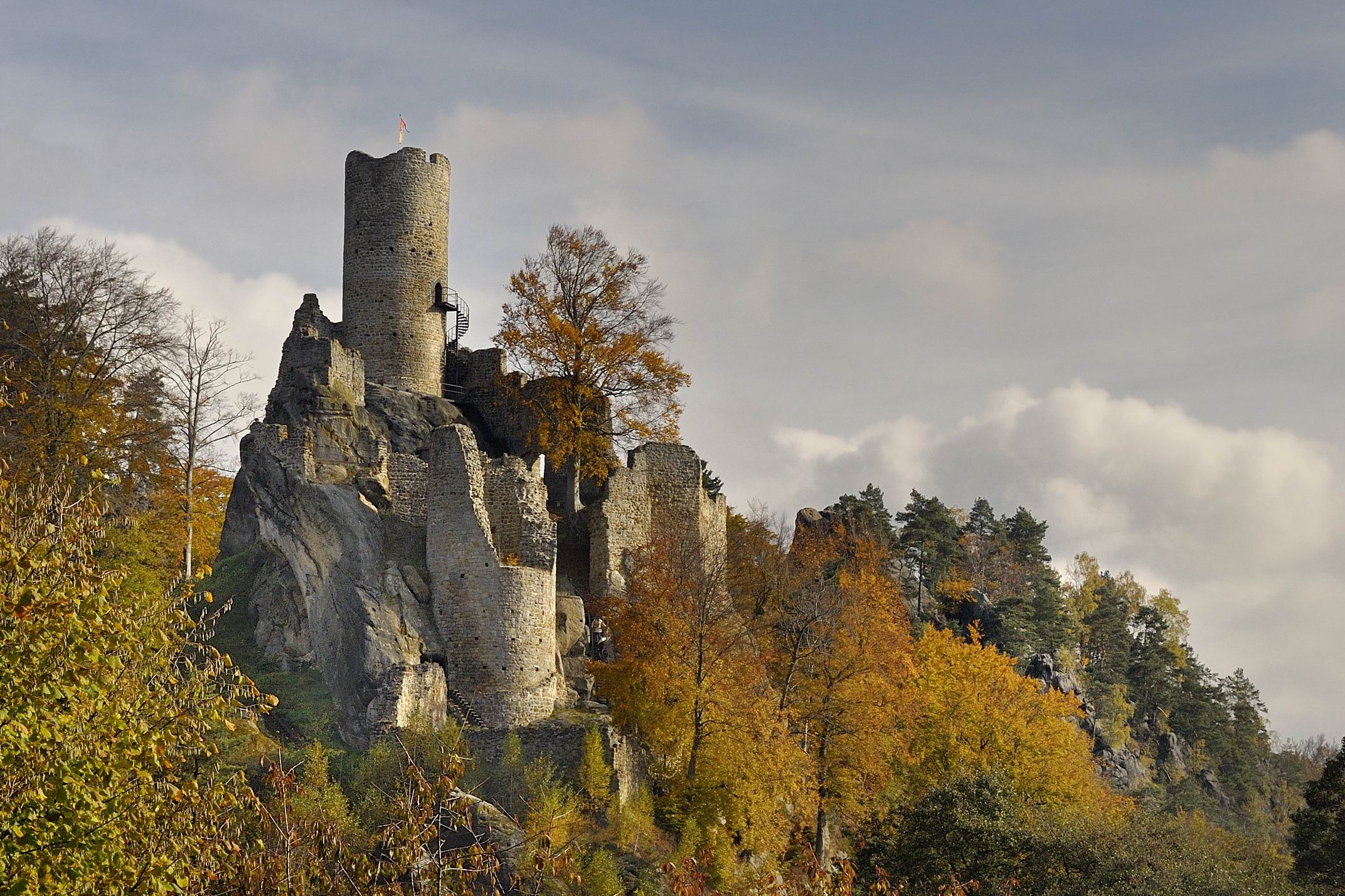
Hrad Frýdštejn
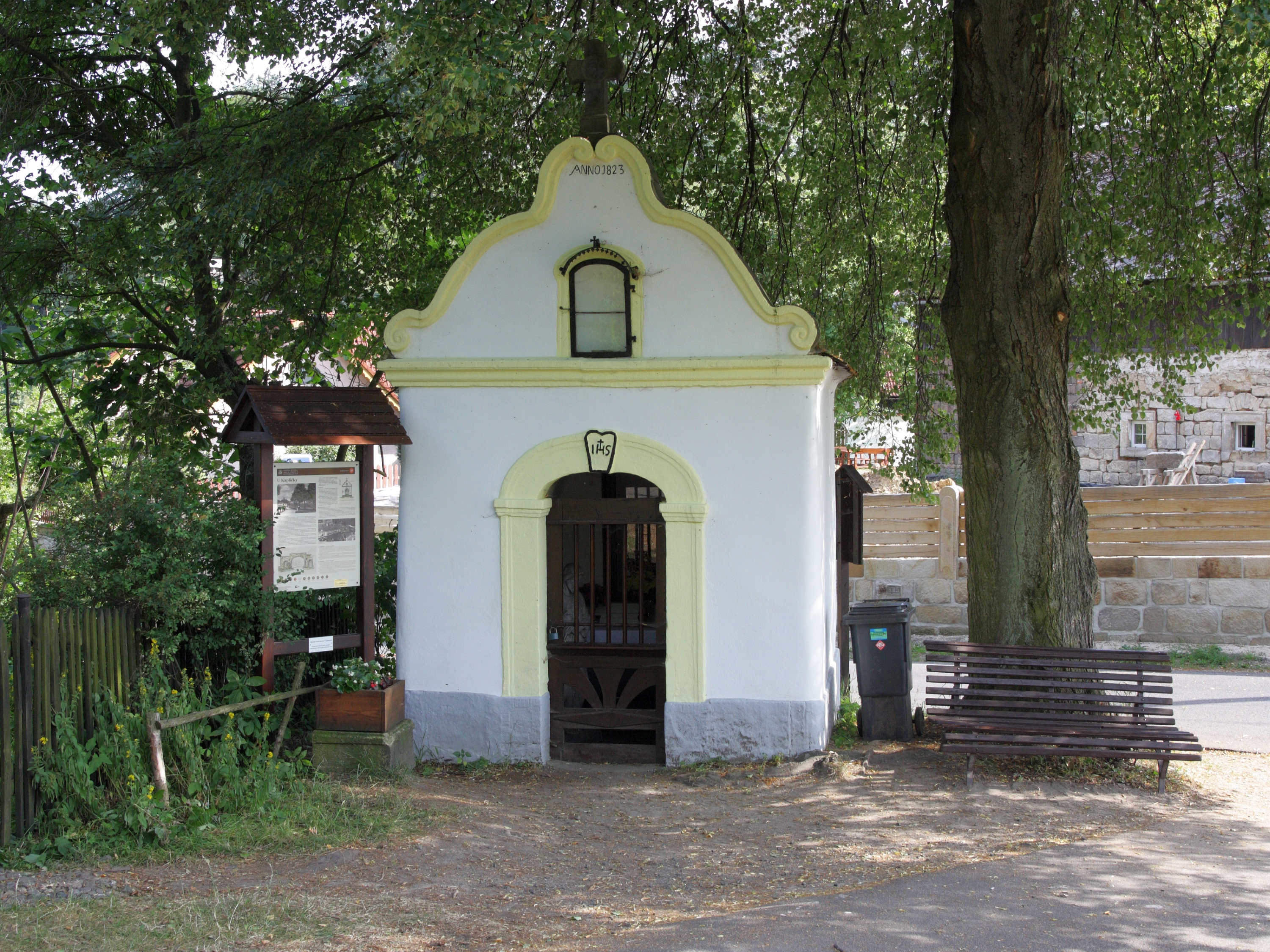
U kapličky (Frýdštejn)
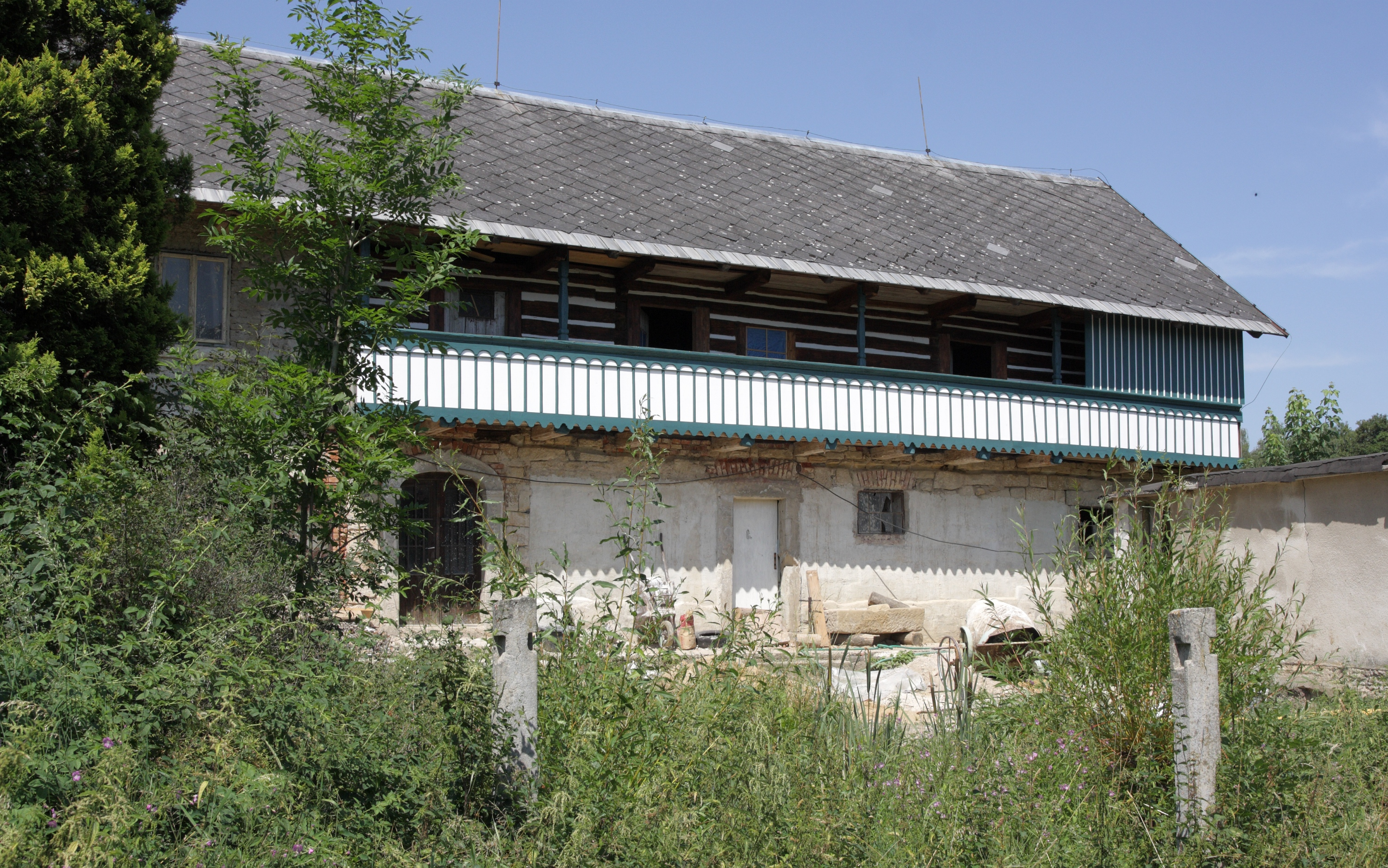
Mužákův statek ve Voděradech
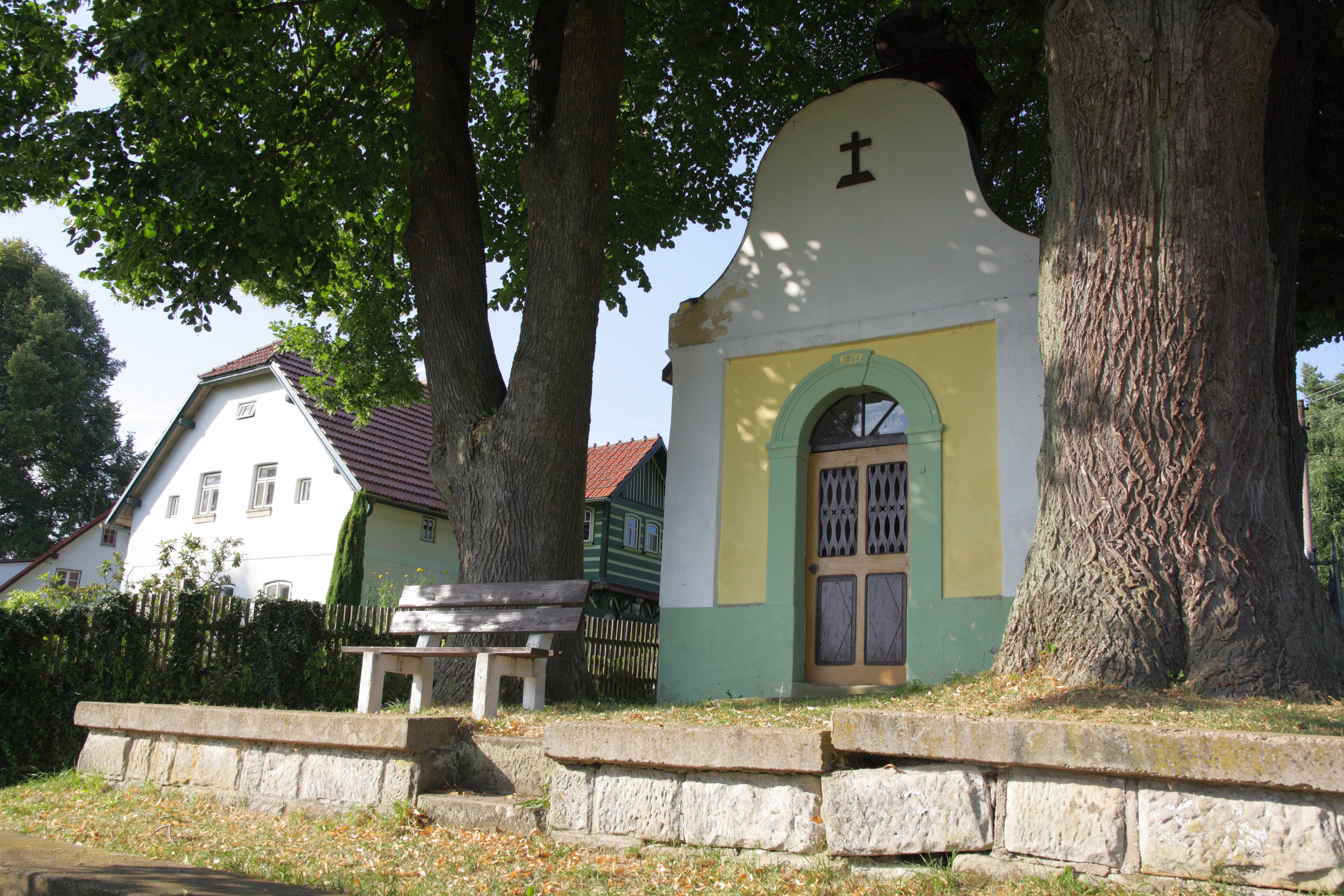
Ondříkovice, kaple Panny Marie
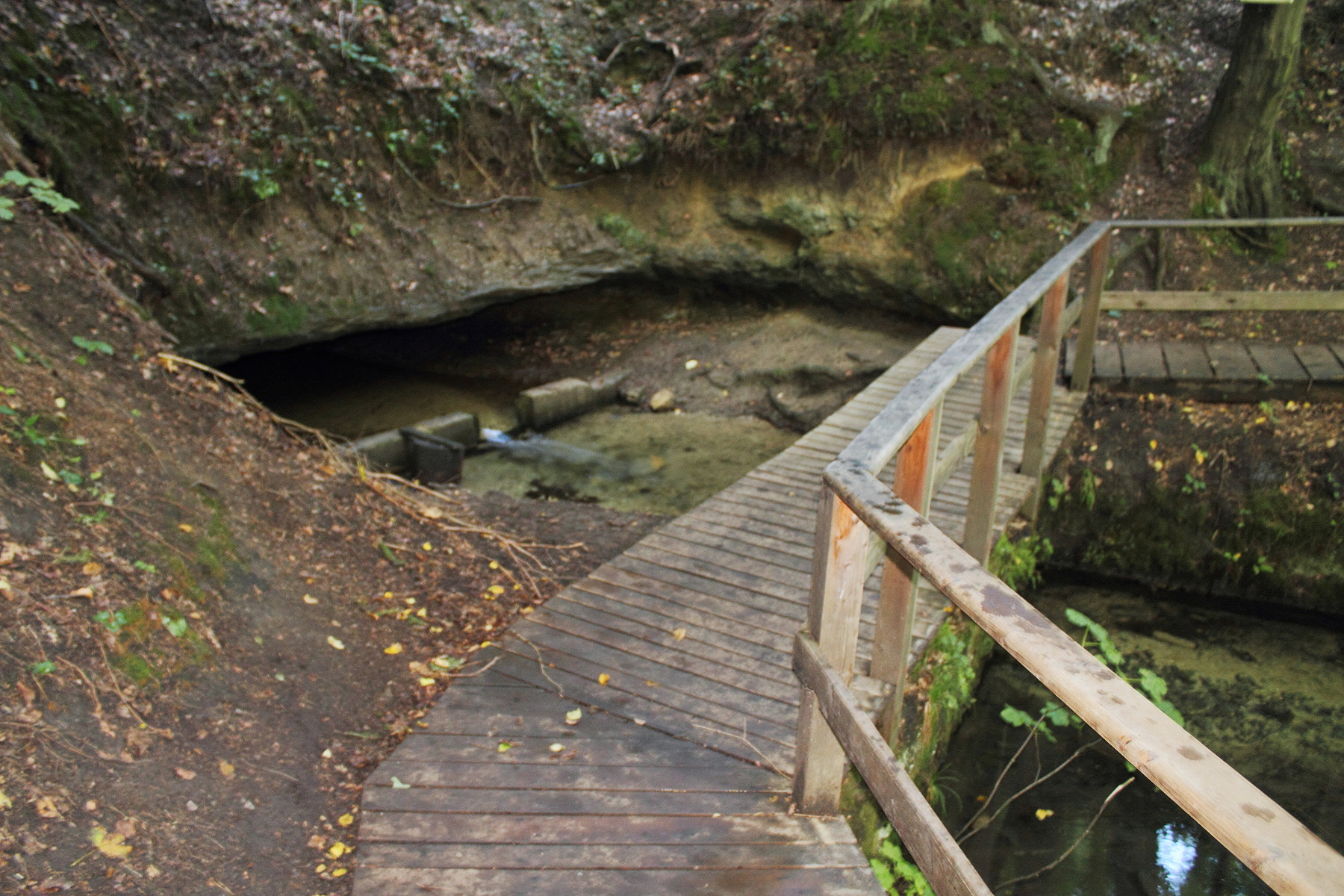
Bartošova Pec Vývěr Vazoveckého potoka
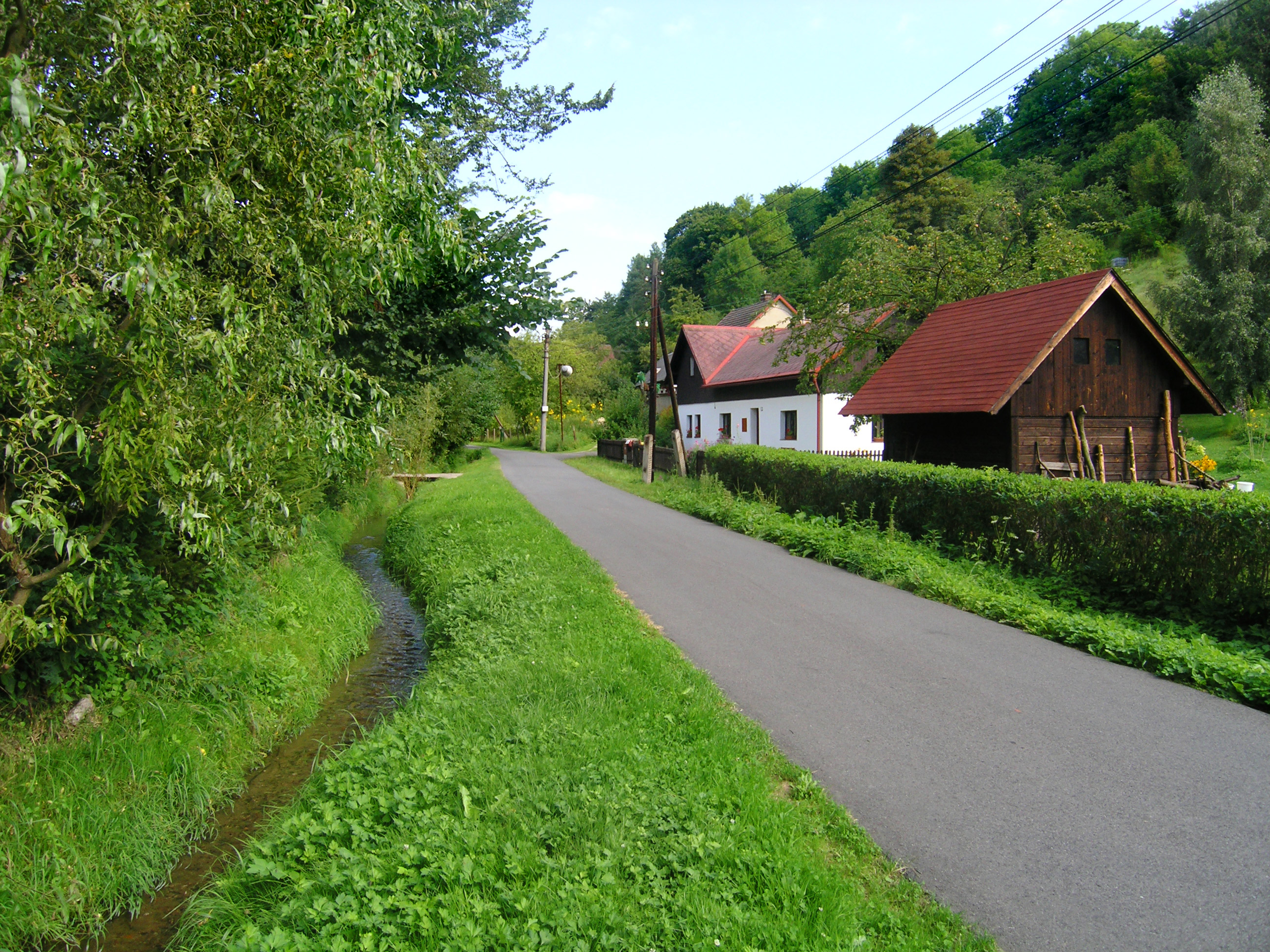
Vazovecké údolí
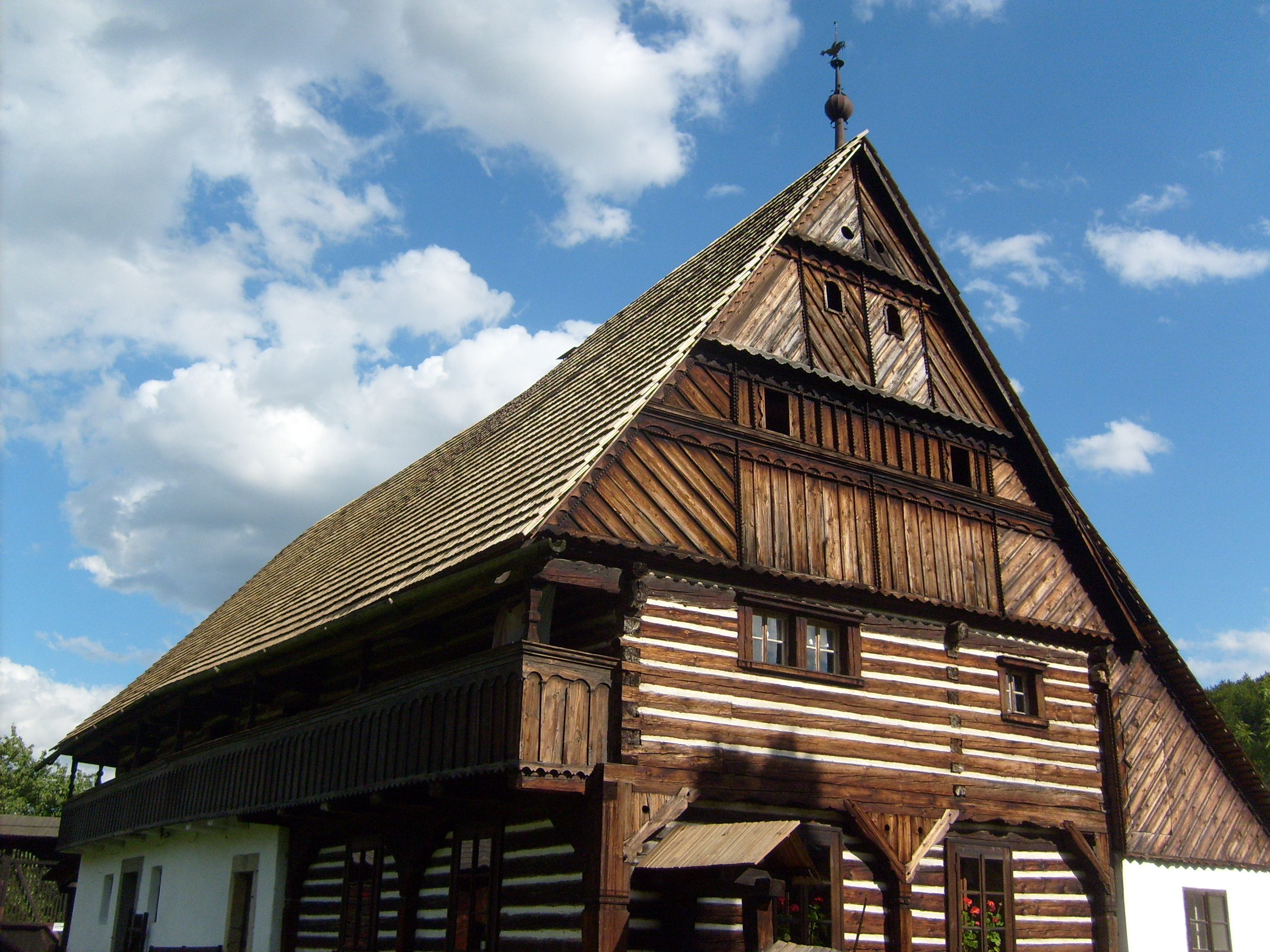
Dlaskův statek v Dolánkách